# キックオフ (漫画)
『キックオフ』は、ちば拓による日本のラブコメ漫画。『週刊少年ジャンプ』（集英社）において、1982年5号から1983年50号まで連載された。全12巻、ワイド版全7巻。

## 概要
高校のサッカー部を舞台としているが、まっとうなサッカーシーンよりも毎回のように主人公・永井太陽とヒロイン川村由美が「由美ちゃん」「太陽くん」と心の中でお互いの名を呼びながら（実際には沈黙のまま）見つめ合う（このときハートマークが飛び交う）シーンで1ページを費やすなどの極端な描写が特徴となっている（統計を取った結果、変型版も含め作中186回見つめ合いのシーンが描かれた）。当時は『週刊少年サンデー』があだち充の『タッチ』をはじめとしたラブコメ作品を主力として躍進していた時期であり、当時の編集長・西村繁男は本作を「ラブコメを徹底的に茶化した、パロディ作品」であると述べている。また、西村によれば人気もそこそこあったといい、読者の間で「キックオフごっこ」が流行るなどギャグとしても受け入れられたという。やはり週刊少年ジャンプで連載されていた『ストップ!!ひばりくん!』でもパロディが取り入れられている。
漫画評論家の伊藤剛は本作について、「『さよなら三角』を『タッチ』とつながる、ミニマルな画面で心情のあやを描くマンガとして真面目に再評価すべきだとしたら、『キックオフ』はその影響圏が半ばパロディとして成立してしまうほどに広がった証拠として再評価されてもいい（中略）。今読むとトランス系のテクノみたいな妙な酩酊感がある」と評している。
1982年の『フレッシュジャンプ』創刊号には『その後のキックオフ』と題して永井太陽と川村由美の大学生活を描いた作品が掲載。後にコミック・フィギュア王（1999年12月発刊）にて、『キックオフ2』が掲載された。

## あらすじ
高校（学校名は未設定）の入学式当日、クラスメイトとなった由美に太陽は一目ぼれ。野球部入部という兄との約束を反故にし、由美がマネージャーとなるサッカー部へ一郎と共に入部する。何とかして由美の気を引こうとする太陽だったが、由美の心には既に太陽がいたのだった。両想いとなった二人に一郎、誠、さやかに聖子と友人達も加わり、賑やかで楽しい高校生活が始まっていく。

## 登場人物
永井太陽（ながい たいよう）
本作の主人公。中学時代は陸上部に所属し、100メートル競走では全国大会で優勝する実力を持つ。太田学園に入学後は兄から誘われていた野球部に入部するつもりだったが、同じクラスの川村由美に一目惚れ。彼女がサッカー部のマネージャーだと知ると、そのままサッカー部に入部する。その後、由美とは両想いであることがわかり、交際に発展する。
由美のことで妄想したり、部屋にある由美の顔写真特大パネルにキスをするなど少々アブナイ面を持つが、その都度誰かしらにツッコミを受け慌てて正気に戻ることが多い。勉強はあまり出来る方ではないが、球技大会で活躍するなど運動神経は良い。
川村由美（かわむら ゆみ）
本作のヒロイン。兄の所属するサッカー部マネージャーとして入部すると、入部希望者が殺到するほど人気がある美少女。中学時代に太陽が全国大会に出場した際に太陽の走る姿に魅かれ、それ以来太陽のことを想い続ける分（一途な性格のため）、かなりのヤキモチ焼きでもある。
前田一郎（まえだ いちろう）
太陽の親友。中学では共に陸上部で、高校でも同じサッカー部に入部する。女の子と付き合いたいという願望が強いもののさほどモテる訳ではないため、それをネタに太陽と誠から良くイジられている。勉強は太陽と同レベル。
根津誠（ねづ まこと）
太陽の親友で同じサッカー部。長身、成績優秀、加えてルックスが良いこともあり、女生徒からは人気が高くバレンタインデーでは大量のチョコレートを手にする。特定の彼女はいないが、さやかからは猛烈にアタックされている。
吉野ひろこ（よしの ひろこ）
由美の親友。誠のことが好きで、いかなる時も誠にアピールを欠かさない積極的な女の子。
町田聖子（まちだ せいこ）
由美の親友。大人しく控えめな性格で太陽に想いを寄せている（一郎と由美はこのことを知っている）が、太陽の由美に対する想いと自身が由美と友人であることから、その気持ちを胸に秘めたままにしている。初登場当時は聖子ちゃんカットの髪型だったが、後にショートカットに変更した。
川村亨（かわむら とおる）
由美の兄で、サッカー部のキャプテン。練習に関しては真剣かつ熱心だが、根はかなりお茶目な性格で由美と太陽の仲を良く茶化している（邪魔をしているわけではない）。
永井大地（ながい だいち）
太陽の兄。野球部のキャプテンで成績も優秀、真面目な性格も手伝って太陽に説教をすることもある。しかし太陽が妄想しているときには茶化すなど、亨同様にお茶目な面もある。
須藤真奈美（すどう まなみ）
亨とクラスメイトで、男子生徒憧れの『ミス・学園』。部活訪問でサッカー部に訪れた際、ふとしたきっかけで太陽と知り合い親交を深める。太陽のことが気になり始めるが、由美を大切にしていることを知り、友人として接するようになる。

## 書誌情報
- ちば拓 『キックオフ』集英社〈ジャンプ・コミックス〉、全12巻
  1. 1982年10月発売、ISBN 4-08-851521-8
  2. 1982年11月発売、ISBN 4-08-851522-6
  3. 1983年2月発売、ISBN 4-08-851523-4
  4. 1983年5月発売、ISBN 4-08-851524-2
  5. 1983年8月発売、ISBN 4-08-851525-0
  6. 1983年11月発売、ISBN 4-08-851526-9
  7. 1984年1月発売 ISBN 4-08-851527-7
  8. 1984年3月発売、ISBN 4-08-851528-5
  9. 1984年4月発売、ISBN 4-08-851529-3
  10. 1984年5月発売、ISBN 4-08-851530-7
  11. 1984年7月発売、ISBN 4-08-851531-5
  12. 1984年9月発売、ISBN 4-08-851532-3